# Blepephaeus hiekei
Blepephaeus hiekei là một loài bọ cánh cứng trong họ Cerambycidae.